# Han Tok-su
Han Tok-su (hangul 한덕수, hanča 韓悳洙; 18. června 1949 Čondžu) je jihokorejský politik, od května 2022 do května 2025 44. předseda vlády Jižní Koreje. Je pátou osobou, která zastávala funkci předsedy vlády dvakrát – v letech 2007 až 2008 byl 38. předsedou vlády. Mezi 14. a 27. prosincem 2024 o opět od 24. března do 1. května 2025 vykonával funkci úřadujícího prezidenta. Pravomoce převzal poté, co jihokorejský parlament schválil impeachment prezidenta Jun Sok-jola kvůli vyhlášení stanného práva na začátku prosince. Na konci prosince parlament schválil jeho impeachment v důsledku odmítnutí jmenování 3 nových soudců Ústavního soudu. V březnu 2025 byl však Ústavním soudem opět ustaven do funkce premiéra i úřadujícího prezidenta.
V letech 2009 až 2012 byl velvyslancem ve Spojených státech. V letech 2012 až 2015 působil jako předseda KITA.

## Vzdělání
V roce 1971 získal bakalářský titul v oboru ekonomie na Soulské státní univerzitě. V roce 1979 získal magisterský titul z ekonomie a v roce 1984 doktorát z ekonomie na Harvardově univerzitě.

## Kariéra
Jeho kariéra trvá již více než 35 let, přičemž v roce 1974 začal pracovat v Radě pro hospodářské plánování. V roce 1982 přešel na dnešní ministerstvo obchodu, průmyslu a energetiky, kde se v letech 1997 až 1998, v době asijské finanční krize, stal náměstkem ministra.
Následně se stal ministrem financí a od 14. března 2006 do 19. dubna 2006 zastával funkci úřadujícího předsedy vlády. V červenci 2006 rezignoval na funkci ministra financí a místo toho se stal zvláštním prezidentovým poradcem pro záležitosti týkající se dohod o volném obchodu.
Dne 9. března 2007 byl po rezignaci Han Mjong-suk jmenován prezidentem No Mu-hjonem předsedou vlády. Jeho nominaci schválilo Národní shromáždění 2. dubna 2007.
V roce 2022 se stal ve věku 72 let a 11 měsíců opět předsedou vlády a stal se tak nejstarší osobou, která se této funkce ujala.
Po parlamentní volbách, ze kterých odešla vládnoucí Strana lidové moci poražena, nabídl 11. dubna 2024 prezidentu republiky rezignaci.